# ミッドランド銃乱射事件
ミッドランド銃乱射事件（ミッドランドじゅうらんしゃじけん）は、2019年8月31日にアメリカ合衆国・テキサス州ミッドランド市内からオデッサ市内にかけて発生した銃乱射事件。

## 概要
2019年8月31日、州公安局の職員が幹線道路で男が運転していた車を交通違反を理由に停止させたところ、男が職員を銃撃して逃亡。途中、郵政公社のトラックを奪いながら、ホームセンターの周囲や高速道路上から次々と発砲。死者7人、20人以上が負傷者する大惨事となった。
容疑者は、オデッサ方面へ逃走したところで映画館の駐車場に追い詰められ、撃ち合いの末に射殺された。当初、複数犯という見方もされたが、後に単独犯と判明。動機や背景は不明のままとなった。

### 犯人名の公表
アメリカでは、頻発する銃乱射事件報道を通じ、模倣犯の出現を促しかねないとして、銃乱射事件の加害者の実名報道の是非が議論されていた。そうした背景で生じた事件ということもあり、オデッサ警察署長はテレビ中継が入った記者会見の場で犯人の実名公表を拒否した（のちにツイッターで公表）。また、被害者の氏名公表も行わなかった。